# Lijst van voetbalinterlands Griekenland - Roemenië
Deze lijst van voetbalinterlands is een overzicht van alle officiële voetbalwedstrijden tussen de nationale teams van Griekenland en Roemenië. De landen speelden tot op heden 35 keer tegen elkaar, te beginnen met een vriendschappelijke wedstrijd op 25 mei 1930 in Boekarest. De laatste ontmoeting, eveneens een vriendschappelijke wedstrijd, vond plaats in de Roemeense hoofdstad op 25 maart 2022.

## Wedstrijden
| №  | Plaats       | Datum             | Competitie           | Wedstrijd              | Uitslag |
| -- | ------------ | ----------------- | -------------------- | ---------------------- | ------- |
| 1  | Boekarest    | 25 mei 1930       | Vriendschappelijk    | Roemenië – Griekenland | 8 – 1   |
| 2  | Athene       | 29 november 1931  | Vriendschappelijk    | Griekenland – Roemenië | 2 – 4   |
| 3  | Belgrado     | 28 juni 1932      | Vriendschappelijk    | Griekenland – Roemenië | 0 – 3   |
| 4  | Boekarest    | 8 juni 1933       | Vriendschappelijk    | Roemenië – Griekenland | 1 – 0   |
| 5  | Athene       | 27 december 1934  | Vriendschappelijk    | Griekenland – Roemenië | 2 – 2   |
| 6  | Sofia        | 24 juni 1935      | Vriendschappelijk    | Griekenland – Roemenië | 2 – 2   |
| 7  | Boekarest    | 17 mei 1936       | Vriendschappelijk    | Roemenië – Griekenland | 5 – 2   |
| 8  | Athene       | 16 juni 1957      | WK 1958 kwalificatie | Griekenland – Roemenië | 1 – 2   |
| 9  | Boekarest    | 3 november 1957   | WK 1958 kwalificatie | Roemenië – Griekenland | 3 – 0   |
| 10 | Athene       | 8 maart 1967      | Vriendschappelijk    | Griekenland – Roemenië | 1 – 2   |
| 11 | Piraeus      | 16 april 1969     | WK 1970 kwalificatie | Griekenland – Roemenië | 2 – 2   |
| 12 | Boekarest    | 16 november 1969  | WK 1970 kwalificatie | Roemenië – Griekenland | 1 – 1   |
| 13 | Boekarest    | 29 mei 1974       | Vriendschappelijk    | Roemenië – Griekenland | 3 – 1   |
| 14 | Thessaloniki | 24 september 1975 | Vriendschappelijk    | Griekenland – Roemenië | 1 – 1   |
| 15 | Boekarest    | 21 september 1977 | Vriendschappelijk    | Roemenië – Griekenland | 6 – 1   |
| 16 | Athene       | 13 december 1978  | Vriendschappelijk    | Griekenland – Roemenië | 2 – 1   |
| 17 | Boekarest    | 21 maart 1979     | Vriendschappelijk    | Roemenië – Griekenland | 3 – 0   |
| 18 | Larisa       | 2 februari 1983   | Vriendschappelijk    | Griekenland – Roemenië | 1 – 3   |
| 19 | Craiova      | 7 maart 1984      | Vriendschappelijk    | Roemenië – Griekenland | 2 – 0   |
| 20 | Piraeus      | 11 maart 1987     | Vriendschappelijk    | Griekenland – Roemenië | 1 – 1   |
| 21 | Boekarest    | 7 oktober 1987    | Vriendschappelijk    | Roemenië – Griekenland | 2 – 2   |
| 22 | Boekarest    | 2 november 1988   | WK 1990 kwalificatie | Roemenië – Griekenland | 3 – 0   |
| 23 | Athene       | 26 april 1989     | WK 1990 kwalificatie | Griekenland – Roemenië | 0 – 0   |
| 24 | Ioannina     | 12 februari 1992  | Vriendschappelijk    | Griekenland – Roemenië | 1 – 0   |
| 25 | Kalamáta     | 8 februari 1995   | Vriendschappelijk    | Griekenland – Roemenië | 1 – 0   |
| 26 | Boekarest    | 8 april 1998      | Vriendschappelijk    | Roemenië – Griekenland | 2 – 1   |
| 27 | Athene       | 29 maart 2000     | Vriendschappelijk    | Griekenland – Roemenië | 2 – 0   |
| 28 | Boekarest    | 3 juni 2000       | Vriendschappelijk    | Roemenië – Griekenland | 2 – 1   |
| 29 | Constanţa    | 21 augustus 2002  | Vriendschappelijk    | Roemenië – Griekenland | 0 – 1   |
| 30 | Altach       | 15 november 2011  | Vriendschappelijk    | Griekenland – Roemenië | 1 – 3   |
| 31 | Piraeus      | 15 november 2013  | WK 2014 kwalificatie | Griekenland – Roemenië | 3 – 1   |
| 32 | Boekarest    | 19 november 2013  | WK 2014 kwalificatie | Roemenië − Griekenland | 1 − 1   |
| 33 | Piraeus      | 7 september 2014  | EK 2016 kwalificatie | Griekenland – Roemenië | 0 – 1   |
| 34 | Boekarest    | 7 september 2015  | EK 2016 kwalificatie | Roemenië − Griekenland | 0 − 0   |
| 35 | Boekarest    | 25 maart 2022     | Vriendschappelijk    | Roemenië − Griekenland | 0 − 1   |

## Samenvatting
| Competitie        | Totaal gespeeld | Winst Griekenland | Gelijk | Winst Roemenië | Doelsaldo Griekenland – Roemenië |
| ----------------- | --------------- | ----------------- | ------ | -------------- | -------------------------------- |
| WK-kwalificatie   | 8               | 1                 | 4      | 3              | 8 − 13                           |
| EK-kwalificatie   | 2               | 0                 | 1      | 1              | 0 − 1                            |
| Vriendschappelijk | 25              | 6                 | 5      | 14             | 28 − 56                          |
| Totaal            | 35              | 7                 | 10     | 18             | 36 − 70                          |

## Details

### 30ste ontmoeting
| Vriendschappelijk (Altach, Oostenrijk, 15 november 2011): |       |                                                             |
| Griekenland                                               | 1 – 3 | Roemenië                                                    |
| Giorgos Karagounis 34'                                    | goals | 17' Gabriel Torje 61' Cristian Tănase 81' Alexandru Chipciu |

### 31ste ontmoeting
| WK 2014 kwalificatie (Piraeus, Griekenland, 15 november 2013):     |              |                         |
| Griekenland                                                        | 3 – 1        | Roemenië                |
| Kostas Mitroglou 14' Dimitrios Salpigidis 20' Kostas Mitroglou 66' | goals        | 19' Bogdan Stancu       |
|                                                                    | rode kaarten | 88', 90+2' Costin Lazăr |

### 32ste ontmoeting
| WK 2014 kwalificatie (Boekarest, Roemenië, 19 november 2013): |       |                      |
| Roemenië                                                      | 1 – 1 | Griekenland          |
| Vasilis Torosidis 55' (e.d.)                                  | goals | 23' Kostas Mitroglou |

### 33ste ontmoeting
| EK 2016 kwalificatie (Piraeus, Griekenland, 7 september 2014): |              | |
| Griekenland | 0 – 1        | Roemenië |
| | goals        | 10' (pen.) Ciprian Marica |
| Claudio Ranieri | bondscoach   | Victor Pițurcă |
| Orestis Karnezis Iosif Holevas Vasilis Torosidis Sokratis Papastathopoulos Kostas Manolas Panagiotis Tachtsidis Pedros Mantalos 65' Andreas Samaris 65' Giorgos Samaras 46' Dimitris Salpigidis Kostas Mitroglou                                                                           | opstellingen | Ciprian Tătărușanu Gabriel Tamaș Dragoș Grigore Răzvan Raț Vlad Chiricheș Alexandru Chipciu 84' Ovidiu Hoban Mihai Pintilii 68' Alexandru Maxim Ciprian Marica Bogdan Stancu |
| Dimitris Diamantakos 46' Lazaros Hristodoulopoulos 65' Panagiotis Kone 65' | wissels      | 68' Gabriel Enache 84' Andrei Prepeliță |
| Andreas Samaris 17' Kostas Manolas 25' Vasilis Torosidis 45+2' Dimitris Diamantakos 58' Panagiotis Kone 90+4' | gele kaarten | 30' Mihai Pintilii 90+4' Ciprian Tătărușanu |
| | rode kaarten | 45+2', 53' Ciprian Marica |
| - Wedstrijd werd gespeeld zonder publiek - Debuut van Petros Mantalos (AEK Athene) en Dimitris Diamantakos (Olympiakos) voor Griekenland. - Eerste duel van bondscoach Claudio Ranieri voor de Grieken. - Debuut van Andrei Prepeliță (Steaua) en Gabriel Enache (FC Astra) voor Roemenië. |              | |

EPO · A-internationals · Bondscoaches · Selecties · Grieks vrouwenelftal · Olympisch elftal · Griekenland U21 · Griekenland U20 · Griekenland U19 · Griekenland U18 · Griekenland U17 · Griekenland U16
1920 – 1929 ·
1930 – 1939 ·
1940 – 1949 ·
1950 – 1959 ·
1960 – 1969 ·
1970 – 1979 ·
1980 – 1989 ·
1990 – 1999 ·
2000 – 2009 ·
2010 – 2019 ·
2020 − 2029
EK 1980 · 
EK 2004 · 
EK 2008 · 
EK 2012
WK 1994 · 
WK 2010 · 
WK 2014
OS 1920 · 
OS 1952 · 
OS 2004
1920 · 
1921–1928 · 
1929 · 
1930 · 
1931 · 
1932 · 
1933 · 
1934 · 
1935 · 
1936 · 
1937 · 
1938 · 
1939–1947 · 
1948 · 
1949 · 
1950 · 
1952 · 
1952 · 
1953 · 
1954 · 
1955 · 
1956 · 
1957 · 
1958 · 
1959 · 
1960 · 
1961 · 
1962 · 
1963 · 
1964 · 
1965 · 
1966 · 
1967 · 
1968 · 
1969 · 
1970 · 
1971 · 
1972 · 
1973 · 
1974 · 
1975 · 
1976 · 
1977 · 
1978 · 
1979 · 
1980 · 
1981 · 
1982 · 
1983 · 
1984 · 
1985 · 
1986 · 
1987 · 
1988 · 
1989 · 
1990 · 
1991 ·
1992 · 
1993 · 
1994 · 
1995 · 
1996 · 
1997 · 
1998 · 
1999 · 
2000 · 
2001 · 
2002 · 
2003 · 
2004 · 
2005 · 
2006 · 
2007 · 
2008 · 
2009 · 
2010 · 
2011 · 
2012 · 
2013 · 
2014 · 
2015 · 
2016 · 
2017 · 
2018 ·
2019 ·
2020 ·
2021 ·
2022 ·
2023
Albanië ·
Argentinië ·
Armenië ·
Australië ·
België ·
Bolivia ·
Bosnië en Herzegovina ·
Brazilië ·
Bulgarije ·
Canada ·
Chili ·
Colombia ·
Costa Rica ·
Cyprus ·
Denemarken ·
DDR · 
Duitsland ·
Ecuador · 
Egypte ·
El Salvador ·
Engeland ·
Estland ·
Ethiopië ·
Faeröer ·
Finland ·
Frankrijk ·
Georgië ·
Ghana ·
Gibraltar ·
Honduras ·
Hongarije ·
Ierland ·
IJsland ·
Israël ·
Italië ·
Ivoorkust ·
Japan ·
Joegoslavië ·
Kameroen ·
Kazachstan ·
Kosovo ·
Kroatië ·
Letland ·
Libië ·
Liechtenstein ·
Litouwen ·
Luxemburg ·
Malta ·
Marokko ·
Mexico ·
Moldavië ·
Montenegro ·
Nederland ·
Nieuw-Zeeland ·
Nigeria ·
Noord-Ierland ·
Noord-Korea · 
Noorwegen ·
Oekraïne ·
Oostenrijk ·
Palestina ·
Paraguay · 
Polen ·
Portugal ·
Qatar ·
Roemenië ·
Rusland ·
San Marino ·
Saoedi-Arabië · 
Schotland ·
Senegal · 
Servië · 
Slovenië ·
Slowakije ·
Sovjet-Unie ·
Spanje ·
Syrië ·
Tsjechië ·
Tsjecho-Slowakije ·
Turkije ·
Verenigde Staten ·
Wales ·
Wit-Rusland · 
Zuid-Korea ·
Zweden ·
Zwitserland
Colombia (2014) · 
Costa Rica (2014) · 
Duitsland (2012) · 
Ivoorkust (2014) · 
Japan (2014) ·
Polen (2012) ·
Portugal (2004, 2) · 
Rusland (2008) ·
Rusland (2012) ·
Spanje (2008) ·
Tsjechië (2012) ·
Zuid-Korea (2010) ·
Zweden (2008)
FRF · A-internationals · Selecties · Bondscoaches · Statistieken · Roemeens vrouwenelftal · Olympisch elftal · Roemenië U21 · Roemenië U20 · Roemenië U19 · Roemenië U18 · Roemenië U17 · Roemenië U16
1922 – 1929 · 
1930 – 1939 · 
1940 – 1949 · 
1950 – 1959 · 
1960 – 1969 · 
1970 – 1979 · 
1980 – 1989 · 
1990 – 1999 · 
2000 – 2009 · 
2010 – 2019 · 
2020 – 2029
EK's: 1984 · 
1996 · 
2000 · 
2008 · 
2016 · 
2024
WK's: 1930 · 
1934 · 
1938 · 
1970 · 
1990 · 
1994 · 
1998
OS: 1924 · 
1952 · 
1964 · 
2020
1922 · 
1923 · 
1924 · 
1925 · 
1926 · 
1927 · 
1928 · 
1929 · 
1930 · 
1931 · 
1932 · 
1933 · 
1934 · 
1935 · 
1936 · 
1937 · 
1938 · 
1939 · 
1940 · 
1941 · 
1942 · 
1943 · 
1944 · 
1945 · 
1946 · 
1947 · 
1948 · 
1949 · 
1950 · 
1952 · 
1952 · 
1953 · 
1954 · 
1955 · 
1956 · 
1957 · 
1958 · 
1959 · 
1960 · 
1961 · 
1962 · 
1963 · 
1964 · 
1965 · 
1966 · 
1967 · 
1968 · 
1969 · 
1970 · 
1971 · 
1972 · 
1973 · 
1974 · 
1975 · 
1976 · 
1977 · 
1978 · 
1979 · 
1980 · 
1981 · 
1982 · 
1983 · 
1984 · 
1985 · 
1986 · 
1987 · 
1988 · 
1989 · 
1990 · 
1991 · 
1992 · 
1993 · 
1994 · 
1995 · 
1996 · 
1997 · 
1998 · 
1999 · 
2000 · 
2001 · 
2002 · 
2003 · 
2004 · 
2005 · 
2006 · 
2007 · 
2008 · 
2009 · 
2010 · 
2011 · 
2012 · 
2013 · 
2014 · 
2015 ·
2016 ·
2017 ·
2018 ·
2019 ·
2020 ·
2021 ·
2022 ·
2023
Albanië ·
Algerije ·
Andorra ·
Argentinië ·
Armenië ·
Australië ·
Azerbeidzjan ·
België ·
Bolivia ·
Bosnië en Herzegovina ·
Brazilië ·
Bulgarije ·
Chili ·
China ·
Colombia ·
Congo-Kinshasa ·
Cuba ·
Cyprus ·
DDR ·
Denemarken ·
Duitsland ·
Ecuador ·
Egypte ·
Engeland ·
Estland ·
Faeröer ·
Finland ·
Frankrijk ·
Georgië ·
Griekenland ·
Honduras ·
Hongarije ·
Ierland ·
IJsland ·
Irak ·
Iran ·
Israël ·
Italië ·
Ivoorkust ·
Japan ·
Joegoslavië ·
Kameroen ·
Kazachstan · 
Kosovo · 
Kroatië ·
Letland ·
Liechtenstein ·
Litouwen ·
Luxemburg ·
Malta ·
Marokko ·
Mexico ·
Moldavië ·
Montenegro ·
Nederland ·
Nigeria ·
Noord-Ierland ·
Noord-Macedonië ·
Noorwegen ·
Oekraïne ·
Oostenrijk ·
Paraguay ·
Peru ·
Polen ·
Portugal ·
Rusland ·
San Marino ·
Schotland ·
Servië ·
Slovenië ·
Slowakije ·
Sovjet-Unie ·
Spanje ·
Trinidad en Tobago ·
Tsjechië ·
Tsjecho-Slowakije ·
Tunesië ·
Turkije ·
Turkmenistan ·
Uruguay ·
Verenigde Arabische Emiraten ·
Verenigde Staten ·
Wales ·
Wit-Rusland ·
Zuid-Korea ·
Zweden ·
Zwitserland
Albanië (2016) · 
Frankrijk (2008) · 
Frankrijk (2016) · 
Italië (2008) · 
Nederland (2008) · 
Zwitserland (2016)